# Hvidkindet værling
Hvidkindet værling (Emberiza leucocephalos) er en 17 centimeter stor spurvefugl, der er udbredt i store dele af Asien i åbent land med nåleskov og gårde. Arten minder om gulspurv, men er hvid, hvor denne er gul. Hannen har en karakteristisk rødbrun hovedtegning med hvid kind.
Hvidkindet værling kan danne hybrider med gulspurv. Det er en tilfældig gæst i Europa (inklusiv Danmark) fra Sibirien.